# بخش کربال
بخش کُربال یکی از بخش‌های شهرستان خرامه در استان فارس ایران است.

## تقسیمات کشوری
بخش کربال از دو دهستان تشکیل شده‌است:
- دهستان دهقانان
- دهستان سفلی

شهرها: سلطان شهر

## جمعیت
بنابر سرشماری مرکز آمار ایران، جمعیت بخش کربال شهرستان خرامه که مرکز آن شهر " سلطان شهر " می‌باشد، در سال ۱۳۹۰ برابر با ۲۱۷۰۰ نفر بوده است.